# Сиваки (станция)
Сиваки — железнодорожная станция Свободненского региона Забайкальской железной дороги, находящаяся в посёлке Сиваки Магдагачинского района Амурской области.

## Пригородное сообщение по станции
Отменено с 01.06.2013 года.

## Дальнее следование по станции
| № поезда | Маршрут движения     | № поезда | Маршрут движения     |
| -------- | -------------------- | -------- | -------------------- |
| 325      | Хабаровск — Нерюнгри | 326      | Нерюнгри — Хабаровск |
| 391      | Благовещенск — Чита  | 392      | Чита — Благовещенск  |